# Vädersolstavlan
Il Vädersolstavlan (in svedese "dipinto del parelio") è un dipinto che rappresenta un parelio o "cane del sole" (un fenomeno ottico atmosferico) osservato a Stoccolma il 20 aprile 1535.
Il dipinto prende il nome dal parelio, in svedese Vädersol (sole meteorologico, molto simile all'inglese weather sun), rappresentato in alto a destra.
Ritenuto la più vecchia rappresentazione della città di Stoccolma, il Vädersolstavlan è probabilmente anche il più antico dipinto svedese di un panorama e la più antica raffigurazione di un parelio.
Il dipinto originale, prodotto subito dopo l'evento e attribuito tradizionalmente ad Urban Målare (in svedese "Urban [il] pittore"), è andato perso, ma ne esiste una copia del 1636 di Jacob Heinrich Elbfas, conservata nella cattedrale di Storkyrkan nel centro di Stoccolma. Precedentemente coperta da strati di vernice brunastra, questa copia venne restaurata nel 1998 - 1999.
Il Vädersolstavlan venne realizzato durante un momento importante della storia della Svezia. La costituzione della Svezia moderna coincise con l'introduzione del Protestantesimo e la rottura con la Danimarca e l'Unione di Kalmar. Il dipinto venne commissionato dal riformatore svedese Olaus Petri e le controversie risultanti tra questi ed il re Gustav Vasa ed il contesto storico rimasero un segreto per secoli. Durante il XX secolo comunque il Vädersolstavlan divenne un simbolo della storia di Stoccolma ed è tuttora mostrato di frequente durante le commemorazioni della città.